# Jraah mraah
Jraah mraah è il sesto album di Dvar, pubblicato nel 2007.
Anche in questo lavoro, come in quasi tutti i precedenti, non vi è inserita alcuna nota sul booklet, ma compare solamente la scritta: "All music & texts inspired by DVAR" "2005".

## Il disco
Dopo cinque album per l'etichetta Irond e dopo un anno di silenzio, nel 2007 pubblicano un nuovo album per un'altra etichetta discografica russa, la Gravitator. Jraah mraah è composto da 30 brevi tracce.

## Tracce
1. Hor hor – 1:20
2. Jraah mraah – 2:36
3. Seei-puii – 1:13
4. Oryah – 2:48
5. Taan dari – 1:13
6. Horri – 0:46
7. Zakkah – 1:16
8. Kroom kroom – 2:55
9. Hillakheterim – 1:01
10. Meeharra – 1:50
11. Hii yatahaal – 1:11
12. Milereheim – 1:36
13. Toriah myah – 1:03
14. Arraheem – 0:59
15. Haarha daalan – 1:37
16. Meshairviit – 1:01
17. Siilegham – 1:49
18. Zaa zaa – 0:56
19. Tarii – 2:11
20. Vakh a'raha – 0:40
21. Ya-goh – 1:58
22. Mi haim – 0:43
23. Naari mokeroh – 0:33
24. Oum arandah – 1:33
25. Yamah dah – 1:43
26. Hannamael – 3:33
27. Farimuz – 1:31
28. Ir leriil – 1:38
29. Raah dhar – 1:19
30. Baar – 0:52

## Edizione in cirillico (2010)
Di questo album esiste anche una versione in cirillico del 2010 realizzata per il mercato russo con l'etichetta Shadowplay.

### Tracce
1. Хор хор – 1:20
2. Жрах мрах – 2:36
3. Сеэй-пуии – 1:13
4. Орийя – 2:48
5. Таан дари – 1:13
6. Хорри – 0:46
7. Закка – 1:16
8. Крум крум – 2:55
9. Хиллакетерим – 1:01
10. Меехарра – 1:50
11. Хи ятахааль – 1:11
12. Милерехайм – 1:36
13. Тория мья – 1:03
14. Аррахеем – 0:59
15. Хаарха даалан – 1:37
16. Мешаирвиит – 1:01
17. Зиилегхам – 1:49
18. Заа заa – 0:56
19. Тарии – 2:11
20. Вакъ a'раха – 0:40
21. Я-го – 1:58
22. Ми хайм – 0:43
23. Наари мокерох – 0:33
24. Оум aранда – 1:33
25. Яма да – 1:43
26. Хаанамаэль – 3:33
27. Фаримуз – 1:31
28. Ир лериил – 1:38
29. Раа дхар – 1:19
30. Баар – 0:52